# Cape Breton
Cape Breton (ang. Cape Breton Island, fr. Île du Cap-Breton, gael. Eilean Cheap Breatuinn, mikmak Únamakika) – wyspa na Oceanie Atlantyckim u północnych wybrzeży Ameryki Północnej. Powierzchnia 10 311 km², 147 454 mieszkańców (2001). Nazwa wyspy nawiązuje do europejskiego regionu, Bretanii. Współrzędne geograficzne: 46°10′N 60°45′W/46,166667 -60,750000.
Wyspa Cape Breton stanowi część kanadyjskiej prowincji Nowa Szkocja. Od stałego lądu oddziela ją cieśnina Strait of Canso, istnieje jednak połączenie poprzez groblę Canso Causeway.  Północne i zachodnie wybrzeża Cape Breton leżą nad Zatoką Świętego Wawrzyńca, natomiast południowe i wschodnie obmywa Ocean Atlantycki. Ukształtowanie powierzchni wyspy jest południkowe, wysokości względne rosną z południa na północ, osiągając kulminację nieopodal północnego przylądka wyspy. Słonowodne jezioro Bras d’Or Lake zajmuje większość powierzchni centralnej części wyspy.
Pod względem administracyjnym wyspa podzielona jest na 4 hrabstwa (z 18 tworzących prowincję Nowa Szkocja): Cape Breton, Inverness, Richmond oraz Victoria. Ich łączna populacja to 147 454 osoby (według spisu z 2001), co stanowi ok. 16% ludności prowincji i oznacza spadek zaludnienia o 6,8% w stosunku do poprzedniego spisu z roku 1996. Około 72% ludności zamieszkuje regional municipality Cape Breton (Cape Breton Regional Municipality, CBRM) zajmujący większość hrabstwa Cape Breton, z wyjątkiem obszaru rezerwatów indiańskich Eskasoni 3, Membertou 28B, Sydney 28 i Caribou Marsh 29.

## Historia
Pierwotnymi mieszkańcami wyspy Cape Breton byli Indianie. W momencie odkrycia Cape Breton przez Europejczyków zamieszkiwało ją plemię Míkmaków. Giovanni Caboto (John Cabot) opisywał swój pobyt na Cape Breton w 1497 roku, jednakże część historyków podważa prawdziwość jego relacji.
8 lutego 1631 Karol I Stuart podarował wyspę Cape Breton Robertowi Gordononowi z Lochinvar i jego synowi, również Robertowi.

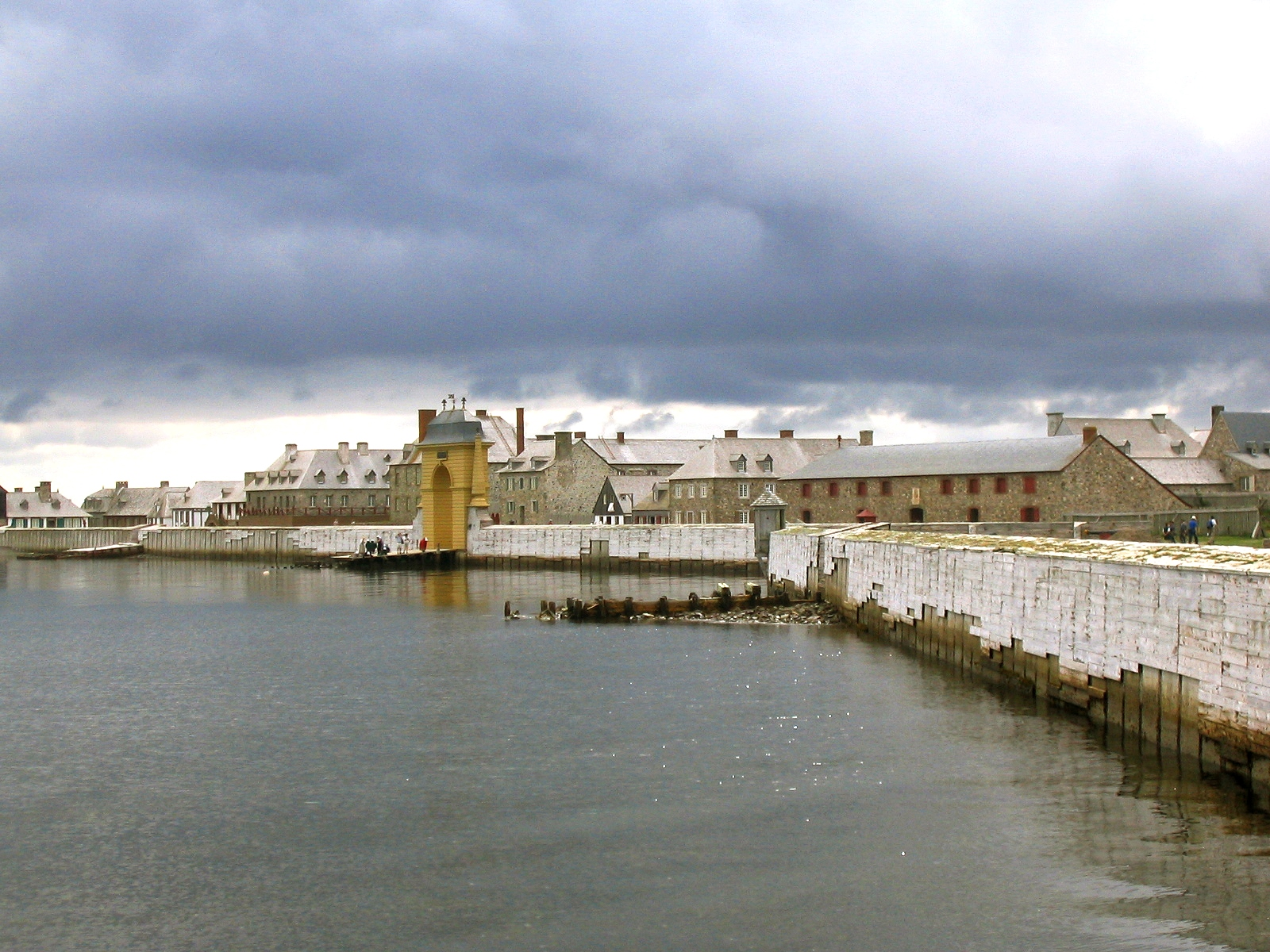
Louisbourg – współcześnie

W XVII w. przybywali tu Szkoci, którzy założyli m.in. w 1636 r. miejscowość St. Peter’s u południowego wejścia do jeziora Bras d’Or Lake. W wyniku traktatu utrechckiego (1713 r.) wyspa przypadła Francji, która przyłączyła ją do swej kolonii, Akadii i przemianowała na „Île Royale” (Wyspa Królewska). Francuzi rozpoczęli na Cape Breton intensywną akcję osadniczą. Na początku XVIII wieku w centralnej części wyspy wzniesiono fort Ste-Anne, zastąpiony później przez znacznie potężniejszą fortyfikację, Louisbourg. Służyło to ochronie drogi wodnej do Zatoki Świętego Wawrzyńca oraz francuskich rybaków, łowiących na leżącej nieopodal ławicy Grand Banks. Twierdza Louisbourg została w 1758 r. zdobyta i zniszczona przez Anglików, jednak wyspa pozostawała formalnie we władaniu Francji aż do układu paryskiego z 1763 w którym Francja zrzekała się większości swych północnoamerykańskich posiadłości na rzecz korony brytyjskiej. Brytyjczycy przyłączyli Cape Breton do kolonii Nowa Szkocja, obejmującej wówczas także Nowy Brunszwik.
Osadnictwo brytyjskie na Cape Breton rozpoczęło się podczas wojny siedmioletniej, byli to przeważnie imigranci z Irlandii. Wielu z nich zmieszało się później z osiadłymi na wyspie wcześniej Francuzami, tworząc nową mieszankę kulturową. W okresie 1763–1784 wyspa była administracyjnie podporządkowana kolonii Nowa Szkocja i zarządzana z Halifaksu.
W roku 1784 dokonano podziału dotychczasowej kolonii Nowa Szkocja na 3 części: Nowy Brunszwik, Cape Breton oraz część leżącą na półwyspie Nowa Szkocja, którą połączono z koloniami Wyspa Księcia Edwarda oraz Nowa Fundlandia. Stolicą nowo utworzonej kolonii Cape Breton zostało Sydney.
W 1820 Cape Breton ponownie przyłączono do Nowej Szkocji. Powody takiej zmiany były ekonomiczne – wielkie zyski zaczął przynosić przemysł oraz górnictwo wyspy, zwłaszcza wydobycie węgla kamiennego z pola wydobywczego Sydney (obecnie tereny te stanowią jako Industrial Cape Breton skansen przemysłowy). Począwszy od końca XIX wieku zaczęły zacieśniać się związki z kontynentem, ludność wyspy nie izolowała się już tak jak miało to miejsce wcześniej, co zostało wymuszone przez rozwój rybołówstwa i przemysłu.
W pierwszej połowie XIX wieku na wyspie osiedliła się duża grupa imigrantów ze Szkocji, a dokładniej z Highlands, osadnictwo to liczyło ok. 50 000 osób i było spowodowane niepokojami wewnętrznymi w ich ojczyźnie. Ich współcześni potomkowie zdominowali kulturę wyspy, stanowią też większość tutejszych elit intelektualnych i finansowych. Nadal część z nich używa szkockiego gaelickiego jako pierwszego języka. Na przełomie XIX i XX wieku podejmowane były wysiłki w celu wyrugowania języka gaelickiego z życia publicznego, m.in. likwidując nauczanie szkolne w tym języku. Także anglojęzyczne media miały swój udział w zapoczątkowaniu procesu wymierania języka gaelickiego na Cape Breton.
Zwrot nastąpił w latach 50. XX wieku, kiedy to zaczęto dostrzegać rolę turystyki jako ważnego źródła dochodów. Uznano kulturę gaelicką, w tym język, za element mogący wypromować wyspę dla celów turystycznych. Gaelicki powrócił do szkół, utworzono też „Gaelic College of Celtic Arts and Crafts” (Gaelickie Kolegium Sztuk i Rzemiosł), zaprzestano prób anglicyzacji kultury szkockiej.
Na początku XX wieku na Cape Breton prowadziło działalność i dokonywało swych odkryć dwóch słynnych wynalazców: Alexander Graham Bell i Guglielmo Marconi.
Po sukcesie, także finansowym, wynalazku telefonu, Bell nabył w 1885 roku ziemię nieopodal Baddeck. W jego posiadłości funkcjonowało dobrze wyposażone laboratorium, w którym opracowywano projekty nowych konstrukcji. M.in. powstały tam plany wodolotu, a także zbudowano prototyp samolotu Silver Dart, którym dokonano pierwszego kontrolowanego lotu nad terytorium Kanady. Bell pracował tu także nad wynalazkiem żelaznego płuca.
Marconi natomiast rozsławił wyspę, gdyż właśnie z niej, a konkretnie ze stacji nadawczej w Glace Bay dokonał po raz pierwszy udanego przesyłu sygnału radiowego przez Atlantyk, sygnał odebrano w stacji odbiorczej Poldhu w Kornwalii (Anglia).

## Geografia

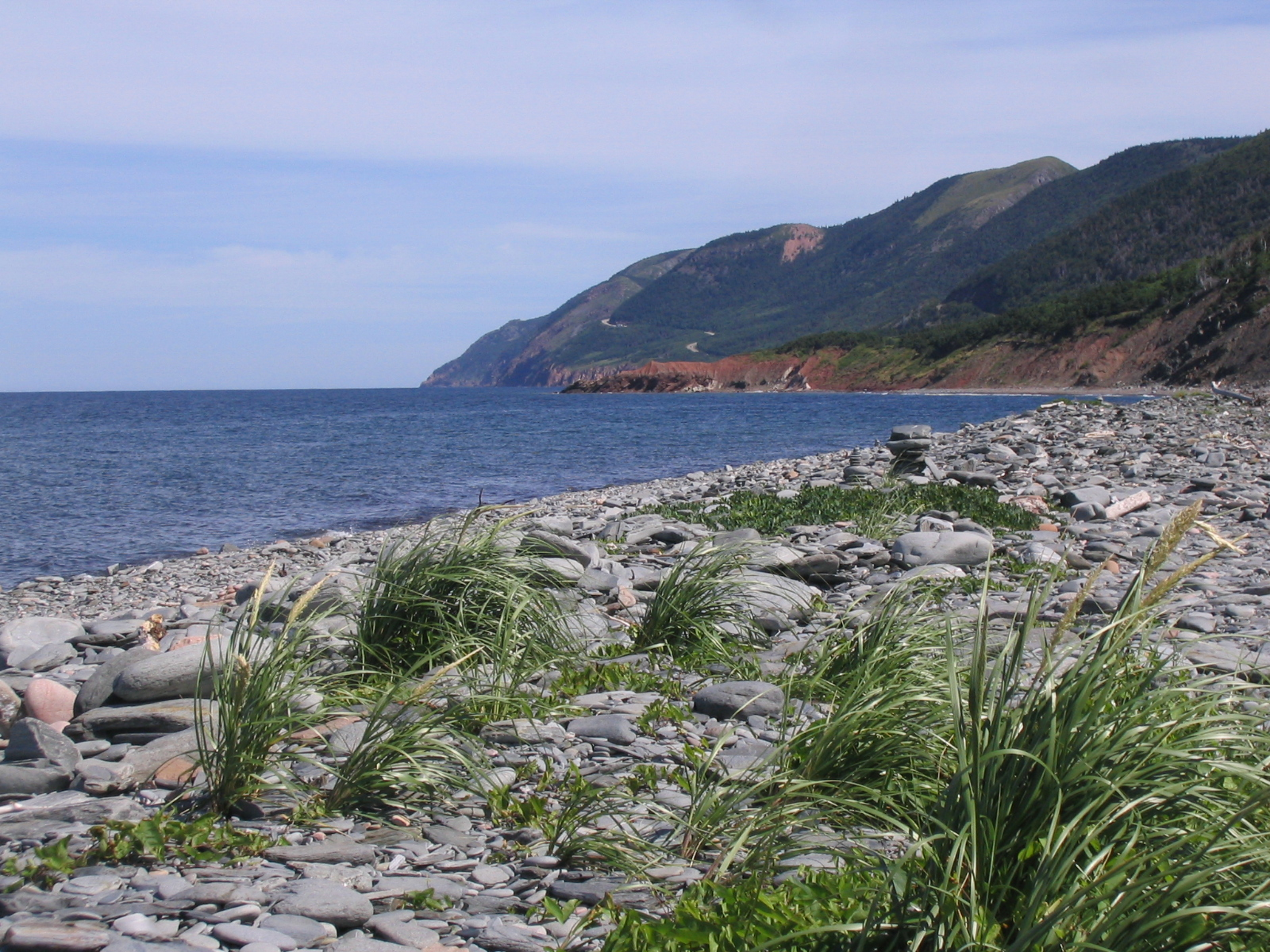
Wybrzeże Cape Breton

Wyspa Cape Breton ma 10 311 km² powierzchni, co daje jej 76. miejsce na liście wysp świata według powierzchni, a 18. pod tym względem w Kanadzie. Zbudowana jest ze skał magmowych i metamorficznych, częściowo prekambryjskich, a częściowo młodszych, dewońskich. Badania geologiczne wskazują, że przynajmniej część wyspy musiała być niegdyś połączona z obecną Szkocją lub Norwegią, zanim po trwającym miliony lat dryfcie przewędrowała w swe obecne położenie.
Wyspa ma ok. 180 km długości i ok. 120 km szerokości. Wybrzeża atlantyckie są strome, skaliste, pełne zwalisk skalnych. Są mocno rozczłonkowane, z licznymi głębokimi zatokami. Natomiast wybrzeża zachodnie, od strony Zatoki Św. Wawrzyńca są słabo rozczłonkowane, znacznie niższe, miejscami rozwinęły się wzdłuż nich rozleglejsze niziny.
W krajobrazie Cape Breton oprócz skalistych wybrzeży wyróżniają się rozległe płaskowyże, zwłaszcza w północnej części wyspy: Wyżyna Cape Breton, stanowiąca przedłużenie kontynentalnego łańcucha Appalachów, osiąga 532 m n.p.m. Rozdzielają je doliny wyżłobione niegdyś przez lodowiec, którym towarzyszą wzgórza morenowe. Od strony Atlantyku stoki wyżyn porastają lasy typu tajgi, z charakterystycznymi dla Kanady gatunkami drzew, jak klon cukrowy, świerk kanadyjski, sosna, jodła czy brzoza. Na samym wybrzeżu roślinność jest cherlawa i karłowata ze względu na silne, słone wiatry. Ziemie uprawne położone są na pagórkowatych terenach w głębi wyspy lub na nielicznych nizinach na jej zachodnim wybrzeżu.
W 1936 r. rząd Kanady ustanowił na terenie Wyżyny Cape Breton Park Narodowy Cape Breton Highlands o powierzchni 950 km², obejmujący północną część wzgórz. Autostrada Cabot Trail („Szlak Cabota”) biegnie tu nadbrzeżną równiną, oferując widok zarówno na tereny parku, jak i na ocean.
System hydrologiczny wyspy obejmuje zarówno zbiorniki wody morskiej – Bras d’Or Lake i system fiordów; jak i zbiorniki słodkowodne – jezioro Ainslie, system rzeczny rzek Margaree i Mira. Liczne mniejsze rzeki i strumienie niosą swe wody do Bras d’Or Lake, do Zatoki Świętego Wawrzyńca oraz wybrzeża atlantyckiego.
Od 1955 roku Cape Breton jest połączona ze stałym lądem groblą Canso Causeway, przez którą przebiega zarówno droga jak i linia kolejowa, jednakże ta druga wymaga dodatkowo połączenia drogą morską przy wschodnim krańcu grobli.

## Demografia
Pięć głównych kultur na wyspie to: szkocka, Mi'kmaq, akadyjska, irlandzka i angielska, z odpowiadającymi im językami: szkockim gaelickim, míkmaq, francuskim i angielskim. Najczęściej używany jest język angielski, jednakże pozostałe wymienione również można na Cape Breton usłyszeć.
Późniejsze są migracje na wyspę czarnych Kanadyjczyków (gł. lojalistów z okresu rewolucji amerykańskiej), Włochów, oraz ludności pochodzącej z Europy Wschodniej, która osiedlała się głównie w przemysłowym regionie Cape Breton. Wyspa ostatnio przeżywa okres spadku zaludnienia.
Według danych pochodzących ze spisów powszechnych, liczba mieszkańców zmniejszyła się z 158 260 w 1996 do 147 454 w roku 2001, co stanowi spadek o 6,8%.
Skład rasowy/etniczny
- 95,0% rasa biała (kaukaska)
- 3,6% Mi'kmaq (pierwotna ludność Kanady)
- 0,7% czarnoskórzy
- 0,1% Arabowie

Wyznania
Dane według Urzędu Statystycznego Kanady, dotyczące 107 880 mieszkańców wyspy, w tym 3915 określających się jako „areligijni”.
- Rzymscy katolicy: 69 820
- Protestanci: 32 575
- Prawosławni: 395
- Żydzi: 235
- Muzułmanie: 135

Istnieją na wyspie dwie synagogi (w Sydney i Glace Bay), wspólnota muzułmańska natomiast korzysta z piątkowych modłów na terenie Uniwersytetu Cape Breton. Odnotowano też liczącą 70 osób mniejszość buddyjską.

## Gospodarka
Wyspa Cape Breton posiada dwa duże złoża węgla kamiennego: złoże Sydney w południowo-wschodniej części wyspy, którego eksploatacja była podstawą gospodarki wyspy od XIX wieku aż do czasów po II wojnie światowej (należały one do największych prywatnych pracodawców Kanady); oraz złoże Inverness w zachodniej części wyspy, nad Zatoką Świętego Wawrzyńca, znacznie mniejsze, lecz i ono gościło kilka kopalni. Eksploatację węgla w Glace Bay, w obszarze pierwszego złoża, zaczęto już ok. 1720 r., w czasach gdy panowali tu Francuzi. Później rozpoczęto budować kopalnie w samym Sydney. I tu i tam chodniki wybiegały pod dnem oceanu na odległość do 6 km od brzegu. W oparciu o wydobywany tu węgiel koksujący rozwinął się w Sydney duży ośrodek hutnictwa żelaza.
Obecnie Sydney, leżące na wschodnim wybrzeżu, tradycyjnie pozostaje głównym portem morskim wyspy, mając zresztą po temu dogodne warunki naturalne. Jest to także centrum usługowe wyspy i miejsce wydawania tutejszej prasy, w tym dziennika „Cape Breton Post”, mieści się tu też jedyna na wyspie stacja nadawca telewizji i kilka stacji radiowych. Terminal „Marine Atlantic” w North Sydney posiada kursujące codziennie połączenie promowe z Channel-Port aux Basques oraz sezonowe z Argentia na Nowej Fundlandii.
Point Edward po zachodniej stronie zatoki Sydney to miejsce, gdzie mieści się Sydport, była baza kanadyjskiej marynarki wojennej, obecnie przystosowana do celów cywilnych, jak również „Canadian Coast Guard College” – uczelnia kształcąca przyszłych funkcjonariuszy Straży Przybrzeżnej. W Sydney Harbour mieszczą się też magazyny petrochemiczne, składy opałowe, oraz terminale przeładunkowe i magazyny innych towarów.
Glace Bay to drugi pod względem liczby mieszkańców ośrodek na Cape Breton. Niegdyś ośrodek górnictwa, aż do zamknięcia ostatniej kopalni pod koniec lat 80. XX wieku. Obecnie węzeł kolejowy a także port rybacki.
Port Hawkesbury zyskał na znaczeniu po usypaniu grobli Canso Causeway, oferując port z głębokim torem wodnym, w którym przeładowuje się różnorodne towary, a także służy jako ośrodek turystyczny i baza wypadowa dla morskich wycieczek.
Cieśnina Canso jest w pełni dostępna do żeglugi nawet dla największych statków, podobnie dostosowany do ich przyjęcia jest port w Port Hawkesbury. Możliwe jest także wpłynięcie nawet dużych statków na wewnętrzne wody Bras d’Or Lake przez Wielki Kanał Bras d’Or Lake, podczas gdy mniejszym jednostkom wystarcza Mały Kanał Bras d’Or Lake lub Kanał St. Peters.
Główną drogą na wyspie w osi wschód-zachód jest „Nova Scotia Highway 105”, część „Trans-Canada Highway” (Autostrady transkanadyjskiej), chociaż plany przewidują przejęcie tej funkcji przez obecną drogę ekspresową „Nova Scotia Highway 104” po ukończeniu jej budowy. „Nova Scotia Highway 125” to z kolei ważna arteria komunikacyjna w okolicach Sydney. „Nova Scotia Highway 4”  oraz „Cabot Trail” są ważnymi trasami lokalnymi. Połączenie kolejowe Port Hawkesbury z Truro w Nowej Szkocji jest obsługiwane przez przewoźnika „Cape Breton and Central Nova Scotia Railway”.
Region przemysłowy Cape Breton przeżywał kryzys po zamknięciu kopalń węgla kamiennego należących do Cape Breton Development Corporation (DEVCO) oraz hut stali Sydney Steel Corporation (SYSCO). Ostatnio gospodarka wyspy przestawia się na turystykę i niewielkie, często rodzinne firmy (small business).
Podczas gdy region przemysłowy przekształca się z ośrodka produkcji przemysłowej na ośrodek o charakterze usługowym, gospodarka pozostałej części wyspy jest bardziej stabilna i wciąż oparta na rybołówstwie, leśnictwie, hodowli bydła mlecznego, owiec i trzody chlewnej oraz rolnictwie na niewielkich areałach, a także od niedawna turystyce.
Rozkwit turystyki rozpoczął się po II wojnie światowej, zwłaszcza po oddaniu do użytku grobli. Dla scenerii wyspy jedynym w tym rejonie konkurentem jest Nowa Fundlandia z podobnymi krajobrazami, jednakże atutem Cape Breton jest jej nadal żywa kultura gaelicka. Wielu turystów przyciągają organizowane tu imprezy kulturalne, takie jak Celtic Colours Festival, odbywający się co roku w październiku, jak również imprezy promujące Gaelicki College Celtyckiej Sztuki i Rzemiosł.
Droga „Cabot Trail” okrąża wzgórza Cape Breton, dostarczając kierowcom widoku krajobrazów wyspy, ponad 400 000 turystów rocznie decyduje się na przejażdżkę, traktując ją jako trasę widokową. Często odwiedzanym miejscem jest też forteca Louisbourg, obydwie te atrakcje przyczyniają się do wzrostu w sektorze turystycznym Cape Breton.

## Kultura
Choć społeczność wyspy pochodzi z różnych grup etnicznych, Cape Breton najbardziej znana jest z kultury gaelickiej. Jednym z jej najistotniejszych elementów jest ludowa muzyka szkocka, w miejscowej odmianie tworząca gatunek zwany „Cape Breton fiddling”. Jej tradycyjny styl zachował się w regionie Cape Breton, a występy prezentujących go artystów, grających zwłaszcza na dudach, są uznaną atrakcją turystyczną. Dużą aktywnością na tym polu odznacza się hrabstwo Inverness, organizujące regularnie występy we wspólnotach takich jak Mabou i Judique. Judique znane jest jako 'Bhaile nam Fonn' (dosłownie: „Wieś Melodii”) lub 'Home of Celtic Music' (Dom Muzyki Celtyckiej), gdzie można odwiedzić Celtic Music Interpretive Centre. Wykonawcy, którzy znaleźli uznanie również poza wyspą, to Natalie MacMaster, Ashley MacIsaac, The Rankin Family oraz Buddy MacMaster.
"The Men of the Deeps” to chór męski, złożony z obecnych i byłych górników z regionu Cape Breton.